# 야마지 아이잔

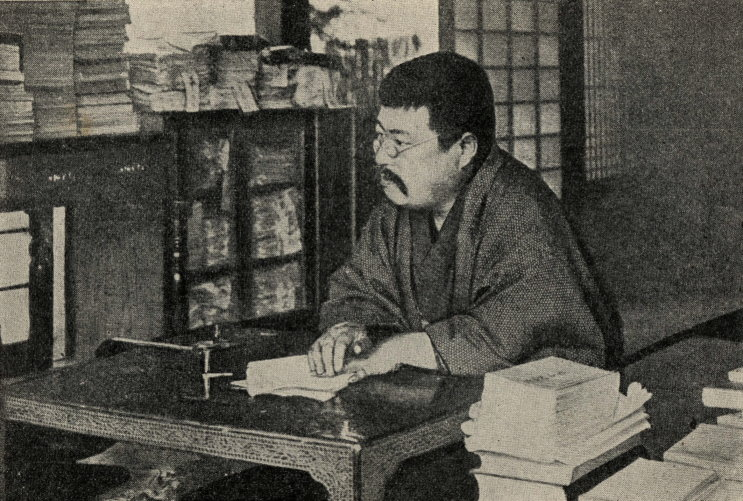

야마지 아이잔(일본어: 山路 愛山: 1865년 1월 23일(원치 원년 12월 26일)-1917년(대정 6년) 3월 15일)는 일본의 평론가, 역사학자다. 본명은 야요시(彌吉)이고 야이잔(애산)은 호다.
『국민신문』 기자를 거쳐 1905년 시바 테이키치 등과 국가사회당을 창당했다. 창당선언서에서 아이잔은 고대 일본 황실이 어떤 의미에서 사회주의의 실행자였다며, “우리 국민은 모름지기 화일의 힘에 의거하여 관비의 전횡을 억제해야 한다”고 논했다. 이듬해 3월 사카이 토시히코의 일본사회당과 공투하여 동경시내 전철 운임 인상 반대운동을 벌였지만 국가사회당은 이 운동으로 자연소멸했다. 동년 6월 『사회주의 관견』을 발표했으나 발맥금지되었다. 기타 테루지로는 아이잔의 영향을 받으면서도 그가 국체론과 사회주의를 야합시켰다고 『국체론 및 순정사회주의』에서 통렬히 비판했다.